# Guillermo Beraza
Guillermo Fabián Beraza (25 de octubre de 1975 en Junín) es un exfutbolista argentino. Su primer club fue Club Atlético Sarmiento (Junin).
Director técnico de la 7ma y 6ta de el CLUB ATLÉTICO MARIANO MORENO (papa de la loba)
2025 Director técnico de Club Social de Ascension (papá de singlar)

## Trayectoria
Es uno de los muchos argentinos que han militados por el fútbol venezolano, ha sido parte de clubes como el Deportivo Italia, el Unión Atlético Maracaibo, y el Deportivo Táchira. Fue la principal figura para que el Unión Atlético Maracaibo consiguiera la Primera División de Venezuela en el año 2005. Además es al máximo goleador en la historia del Unión Atlético Maracaibo con 38 goles.

## Clubes
| Club                     | País      | Año       | Goles |
| ------------------------ | --------- | --------- | ----- |
| Sarmiento (Junín)        | Argentina | 1995-1997 |       |
| Gimnasia y Esgrima L. P. | Argentina | 1997-1999 |       |
| Central Córdoba          | Argentina | 1999-2000 |       |
| Deportes Antofagasta     | Chile     | 2000-2001 |       |
| Unión Española           | Chile     | 2001-2002 |       |
| Deportivo Italchacao     | Venezuela | 2002-2003 |       |
| Deportivo Táchira        | Venezuela | 2003-2004 |       |
| Maracaibo                | Venezuela | 2004-2008 | 33    |
| Deportivo Táchira        | Venezuela | 2008      | 9     |
| Belgrano                 | Argentina | 2009-2010 |       |
| Sarmiento (Junín)        | Argentina | 2010      |       |

Club social de Ascension 2014

## Palmarés

### Campeonatos nacionales
| Título                        | Club      | País      | Año     |
| ----------------------------- | --------- | --------- | ------- |
| Primera División de Venezuela | Maracaibo | Venezuela | 2004-05 |

Récords personales
- Máximo goleador histórico de Maracaibo con 38 goles.